# Gachilbong
Gachilbong (koreanska: 가칠봉 / 加漆峰) är en bergstopp i Sydkorea.   Den ligger i provinsen Gangwon, i den norra delen av landet, 140 km öster om huvudstaden Seoul. Toppen på Gachilbong är 1 165 meter över havet. Gachilbong ingår i Sŏrak-sanmaek.
Terrängen runt Gachilbong är huvudsakligen kuperad. Runt Gachilbong är det glesbefolkat, med 19 invånare per kvadratkilometer. I omgivningarna runt Gachilbong växer i huvudsak blandskog.